# Rozpad Kyjevské Rusi

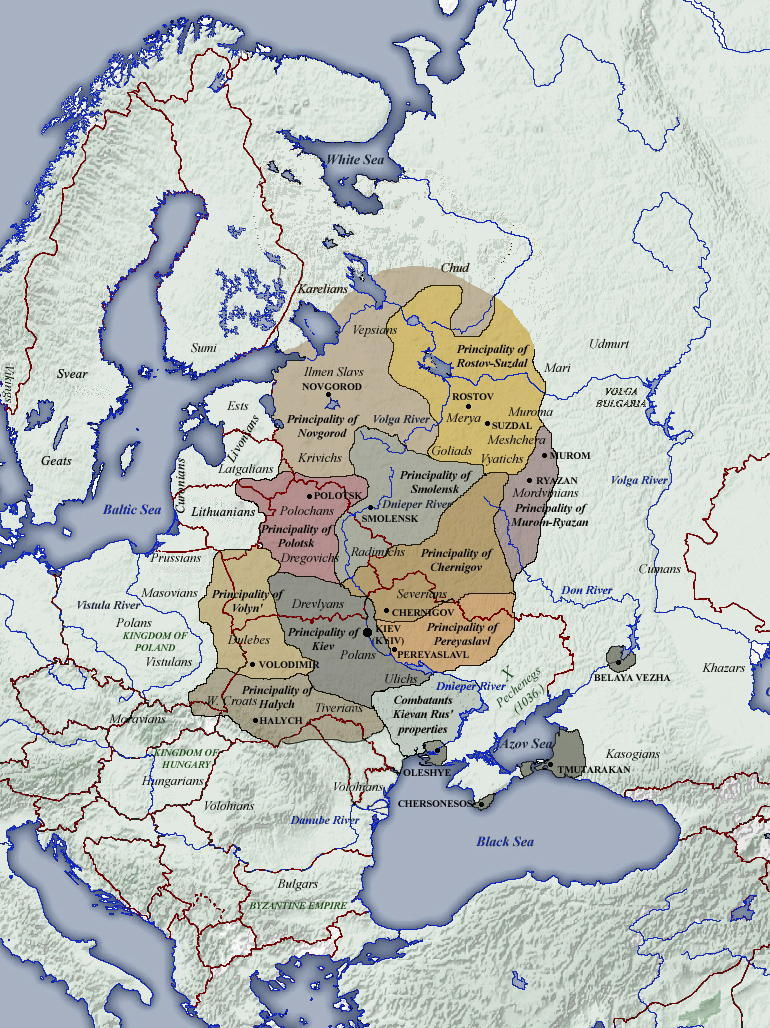
Kyjevská Rus v době rozpadu na jednotlivá knížectví

Ve 12. století se Kyjevská Rus rozpadla na 13 menších nezávislých knížectví. V ruských dějinách se toto období obvykle nazývá „doba ruských knížectví“ nebo „doba feudální rozdrobenosti.“ Za hranici rozpadu se pokládá rok 1132, kdy zemřel poslední kyjevský kníže Mstislav Vladimírovič. Výsledkem rozpadu Kyjevské Rusi byl vznik nových politických uskupení na jejím území a zformování některých současných národů východní Evropy - Ukrajinců, Bělorusů a Rusů.

## Příčiny rozpadu

### Základní příčiny
Jako ve většině evropských států v období raného středověku, i v Kyjevské Rusi byl příčinou rozpadu nárůst neshod mezi mocí, která směřovala k vojenské demokracii, a ekonomicko-sociálním rozvojem samostatných knížectví bývalé Kyjevské Rusi.
Se vzrůstem blahobytu státu a posílením místní ekonomiky výhoda Kyjeva, který byl v té době rezidencí velkoknížete a také hlavním zdrojem příjmů státu, stále klesala.
Začala se řešit otázka federativních vztahů, která v některých případech zasahovala až za hranice vnitřních záležitostí dynastie, a to ještě v dobách prvních knížat, neboť v knížectvích Kyjevské Rusi byla silná inteligence, politicky a ekonomicky zainteresovaná do oddělení Kyjeva od Kyjevské Rusi. Její spojení s Rurikovci vyžadovalo rotaci knížat mezi městy, proti tomuto však byli bojaři.
Po Ljubečském sjezdu nastala decentralizace moci v Kyjevské Rusi, která se stala dynastickou federací. Jejími subjekty se stala knížecká města, jejichž rychlý rozvoj podněcovalo přírodní zemědělství a místní obchod a řemesla.

### Vnější příčiny
Kromě vnitřních příčin (ekonomické a politické oslabení postavení Kyjeva) existovaly i vnější příčiny rozpadu Kyjevské Rusi. Začátkem války Byzantinců proti Seldžukům, obzvláště po porážce v bitvě u Mantzikertu začala úloha obchodní cesty Varjagů k Řekům upadat na úkor rozvoje baltských obchodních cest vedoucích přes střední Evropu. Úpadkem obchodní cesty se příjmy Kyjevských knížat z obchodu zmenšovaly.

## Důsledky roztříštěnosti
1. Feudální roztříštěnost spustila dynamický ekonomický rozvoj ruských zemí. Obyvatelstvo ve městech rostlo a rozvíjela se i kultura. Na druhé straně však právě kultura byla příčinou snížení obranných možností nově vzniklých knížectví.
2. Počátkem 13. století Kyjevskou Rus napadali nepřátelé ze tří směrů - Polovci (z jihu), bojové výpravy německých řádů (ze severozápadu, které útočily na Novgorod, Pskov a Smolensk) a litevské kmeny, které byly nuceny útočit na Polocké knížectví. Nešlo jim však o velkou expanzi hlouběji do východní Evropy. Větší hrozbu pro ruská knížectví představovaly nájezdy Tatarů koncem první poloviny 13. století.